# E化教室
E化教室是台灣推行的一項教育政策，作為提昇電腦教育的措施。

## 發展歷史
1999年中華民國教育部公佈「中小學資訊教育總藍圖」，2002至2004年教育部推動「資訊種子學校計畫」。2009年5月，教育部執行「建置中小學優質化均等數位教育環境計畫」，預計完成「國民中小學多功能e化專科教室」、「國民中小學多功能e化數位教室」、「高中職班級e化教學設備」、「高中職多媒體互動教師學習中心」、「建構新一代台灣學術網路環境（NGN）」及「更新高中職電腦教室」等建置。

## 教室設備
具有電腦（包括：教師使用的電腦一台，學生分組使用的電腦六台）、單槍投影機、電子白板、按按按即時回饋系統、DVD...等視聽媒體設備，可讓師生上網尋找教學、學習資源，輔助教師教學及學生分組學習的教室，目的在提高資訊融教學的程度，不同於一般一人一台電腦教室。

## 使用模式
一間教室有六台電腦讓學生分組使用，每台電腦桌可容納六至七名學生，方便討論、分享、完成作業，所以以分組教學為主。

## 外部連結
- 中華民國中小學資訊教育總藍圖網頁
- 中小學資訊教育總藍圖
- 資訊種子小學